# Národní socialisté
Národní socialisté (zkratka NÁR.SOC., do roku 2015 LEV 21) byla česká levicová politická strana založená bývalým předsedou vlády Jiřím Paroubkem. Její ustavující sjezd se konal 26. listopadu 2011 a na něm byl Paroubek zvolen prvním předsedou strany.
Strana měla na počátku 2 poslanecké mandáty: členem Poslanecké sněmovny byl jednak Paroubek a také Jiří Šlégr (oba zvoleni za Českou stranu sociálně demokratickou), kterého poté, co se v červnu 2013 vzdal mandátu, nahradil bývalý místopředseda strany Petr Benda. Kromě toho měla strana do voleb 2012 devět krajských zastupitelů, kteří byli původně zvoleni na kandidátkách ČSSD a Severočeši.cz.
Po volebním neúspěchu strany ve volbách do Evropského parlamentu v roce 2014 Jiří Paroubek rezignoval na post předsedy.
Na jaře 2016 vyvolala kontroverze spolupráce strany s extremistickou Dělnickou stranou sociální spravedlnosti (DSSS) v krajských volbách v Ústeckém kraji. V roce 2016 stranu opustil její zakladatel Jiří Paroubek.
Dne 28. května 2022 se strana společně s Českou stranou národně socialistickou „sloučila“ do České strany národně sociální (strana se rozpustila a její členové se přeregistrovali do ČSNS).

## Vývoj názvu
- Od 1. 11. 2011: Národní socialisté – levice 21. století (zkratka NÁR.SOC.)
- Od 3. 1. 2013: Národní socialisté – levice 21. století (zkratka LEV 21)[6]
- Od 5. 9. 2013: LEV 21 – Národní socialisté (zkratka LEV 21)
- Od 19. 5. 2015: Národní socialisté – LEV21 (zkratka NÁR.SOC.)
- Od 20. 4. 2017: Národní socialisté (zkratka NÁR.SOC.)

## Vedení

### Vedení strany v roce 2011
Na ustavujícím sjezdu 26. listopadu 2011 byl Jiří Paroubek zvolen za předsedu 233 hlasy z 235 volících delegátů, dva se zdrželi. Místopředsedové volbu nepodstoupili. Předseda strany je jmenoval na základě vlastního rozhodnutí.
- předseda – Ing. Jiří Paroubek
  - místopředseda – Bc. Tereza Bernardová
  - místopředseda – RNDr. Mgr. Stanislav Palša, Ph.D.
  - místopředseda – Jiří Šlégr (stranu opustil v létě 2014)[8]
  - místopředseda – Petr Benda
  - ústřední tajemník – Jaroslav Andres

### Vedení strany v roce 2015
Rezignace Jiřího Paroubka k 30. listopadu 2014 na funkci předsedy strany vedla ke svolání II. sjezdu strany, který se konal 18. dubna 2015. Podle podstatně přepracovaných stanov jsou nyní všichni funkcionáři strany voleni. Nové vedení strany bylo zvoleno v tomto složení:
- předseda – Mgr. Petr Michek
  - statutární místopředseda – Ing. Petr Benda
    - místopředseda – Bc. Tereza Bernardová
    - místopředseda – JUDr. Jaroslav Král, CSc.
    - místopředseda – Ing. Michal Kasal
    - místopředseda – RNDr. Stanislav Palša
    - místopředseda – Bc. Jaroslav Andres

II. sjezd schválil 4 zásadní prohlášení, a to: K 600. výročí upálení Mistra Jana Husa, K současné situaci v české společnosti, K repatriaci českých krajanů z Ukrajiny a K připravované mezinárodní obchodní dohodě TTIP. Sjezd svým usnesením také uložil nově zvolené Ústřední radě svolat do konce roku 2015 programovou konferenci, která by schválila nový program strany.

### Vedení strany v roce 2016
Na Programové konferenci oznámil Mgr. Petr Michek, že k 31. prosinci 2015 odstupuje z funkce předsedy strany. Od 1. ledna 2016 vedl stranu statutární místopředseda Ing. Petr Benda.

### Vedení strany v roce 2017
Od dubna 2017 se stal předsedou strany Jaroslav Král, pozici statutárního místopředsedy i nadále zastával Petr Benda. Řadovými místopředsedy byli Přemysl Votava, Ivan Šterzl, Zbyněk Holub a Stanislav Vondráček. Dne 1. dubna 2018 skončil v pozici statutárního místopředsedy Petr Benda, který zároveň přestal být členem strany. Ve funkci statutárního místopředsedy ho nahradil Přemysl Votava.

## Program
Na Programové konferenci dne 28. listopadu 2015 byl schválen Programový manifest národních socialistů 2015–2020 s názvem „Vlast – práce – rodina!“ V úvodu se v plném rozsahu hlásil k ideovému a politickému odkazu českých národních socialistů, kteří vznikli v roce 1897. Program byl tvořen jednotou tří ideových principů, které měly podobu české trikolory. Národní princip (modrý) vyjadřoval vůli strany prosazovat a hájit vždy a všude národní zájmy, a to nejen v EU, ale v celém světě. Sociální princip (červený) vyjadřoval vůli strany hájit sociální stát a sektor veřejných služeb před pokusy jej osekat a oslabit. Princip trvale udržitelného rozvoje (bílý) vyjadřoval spoluodpovědnost strany za budoucí dlouhodobý a vyvážený rozvoj České republiky. Šlo tedy o prosazování sociálně-tržní ekonomiky s ekologickými aspekty. Celý program obsahoval několik desítek konkrétních stanovisek, jak dosáhnout těchto cílů.